# Saluggia
Saluggia – miejscowość i gmina we Włoszech, w regionie Piemont, w prowincji Vercelli.
Według danych na rok 2004 gminę zamieszkiwały 4074 osoby, 131,4 os./km².
W miejscowości jest przystanek kolejowy Saluggia.